# Рапопорт-Альберт, Ада
Ада Рапопорт-Альберт (ивр. עדה רפפורט-אלברט‎, 26 октября 1945, Тель-Авив, Подмандатная Палестина или Яффа, Подмандатная Палестина — 18 июня 2020, Лондон) — израильско-британский историк. Её исследования были сосредоточены на еврейском мистицизме, саббатианстве и гендере в хасидском иудаизме. Рапопорт-Альберт также была президентом Еврейского исторического общества Англии.

## Биография
Ада Рапопорт-Альберт родилась в Тель-Авиве в 1945 году в семье Залмана и Альмы Рапопорт. Её мать была пианисткой из Болгарии, обучавшейся в Вене. Её отец родом из Бердичева. В 1960-х годах Рапопорт-Альберт приехала в Лондон, чтобы готовить диссертацию с Джозефом Г. Вайсом. Под руководством Вайса Рапопорт-Альберт начала писать докторскую диссертацию о хасидском учителе, раввине Нахмане из Бреслова. После смерти Вайса в 1969 году её руководителем стал учёный Химен Абрамский. После непродолжительного обучения в Оксфорде Рапопорт-Альберт стала доцентом кафедры еврейской истории в Университетском колледже Лондона (UCL). В 2002 году она стала заведующей кафедрой иврита и иудаики UCL. Рапопорт-Альберт вышла на пенсию в 2012 году, но продолжала исследования до своей смерти в 2020 году. Рапопорт-Альберт умерла в Лондоне 18 июня 2020 года в возрасте 74 лет.

## Избранные публикации

### Книги
- Women and the Messianic Heresy of Sabbatai Zevi, 1666-1816 (London: Litttman Library of Jewish Civilization).
- Female Bodies - Male Souls: Asceticism and Gender in the Jewish Mystical Tradition (London: Littman Library of Jewish Civilization), forthcoming.
- Hasidic Studies: Essays in History and Gender (Liverpool University Press 2018).

### Статьи и главы в книгах
- "The Emergence of a Female Constitutency in Twentieth Century HaBaD", in D. Assaf and A. Rapoport-Albert (eds.), Let the Old Make Way for the New, vol. 1, English Section, pp. 7-68.
- "On the Position of Women in Sabbateanism", in Jerusalem Studies in Jewish Thought 16 (2001), pp. 143-327 (Hebrew).
- "God and the Zaddik as the Two Focal Points of Hasidic Worship", in G. Hundert (ed.), Essential Papers on Hasidism, New York University Press, New York and London 1991, pp. 296-325.
- "The Hasidic Movement After 1772 - Structural Continuity and Change", in A. Rapoport-Albert (ed.), Hasidism Reappraised, pp. 76-140.
- "On Women in Hasidism: S. A. Horodecky and the Maid of Ludmir Tradition", in A. Rapoport-Albert and S. J. Zipperstein (eds), Jewish History: Essays in Honour of Chimen Abramsky, pp. 495-529
- Rapoport-Albert, A. (1988). Hagiography with Footnotes: Edifying Tales and the Writing of History in Hasidism. History and Theory, 27(4), 119-159.
- Rapoport-Albert, A., & Kwasman, T. (2006). Late Aramaic: The Literary and Linguistic Context of the Zohar. Aramaic Studies, 4(1), 5-19.
- Rapoport-Albert, A. (2013). From woman as Hasid to woman as “Tsadik” in the teachings of the last two Lubavitcher rebbes. Jewish History, 27(2), 435-473.